# 周集镇
周集镇，是中华人民共和国安徽省六安市霍邱县下辖的一个乡镇级行政单位。

## 行政区划
周集镇下辖以下地区：
燎西村、燎东村、班台村、倪岗村、园艺村、薛集村、洪台村、迎水村、孙台村、洪洲村、朱港村、卢庙村、蒋郢村、闸口村、大成村、燎原村、富矿村、新矿村、黄杨村、双桥村和镇北村。